# Gonça
A Freguesia de Gonça é uma freguesia portuguesa do município de Guimarães, com 7,03 km² de área e 954 habitantes (censo de 2021). A sua densidade populacional é 135,7 hab./km².
Situada no nordeste do território municipal, a freguesia de Gonça encontra-se numa posição geográfica estratégica e fundamental. A meio caminho entre Guimarães, Póvoa de Lanhoso e Fafe, Gonça tornou-se importante como ponto de passagem no acesso a qualquer uma destas cidades sede de município. Vizinhos das freguesias vimaranenses de Souto Santa Maria, Souto São Salvador e Gondomar, Gominhães e São Torcato, e com Garfe (Póvoa de Lanhoso) e Freitas (Fafe), os habitantes de Gonça sempre foram reconhecidos pelo seu forte sentimento bairrista e por um orgulho muito próprio quanto às suas origens.
Antes da reorganização administrativa de 2013 era a terceira maior freguesia do Município de Guimarães em área territorial, (com cerca de 703 hectares), só superada pelas freguesias de São Torcato (com 1039 hectares) e de Longos (com 724 hectares). No entanto, devido ao seu pequeno número de habitantes, a densidade populacional é relativamente reduzida, deixando espaço a uma das suas mais importantes características da povoação, o rico Património Natural.

## Demografia
A população registada nos censos foi:
| Ano  | 0-14 Anos | 15-24 Anos | 25-64 Anos | > 65 Anos |
| 2001 | 191       | 208        | 533        | 113       |
| 2011 | 173       | 132        | 623        | 123       |
| 2021 | 108       | 121        | 560        | 165       |